# Amblyiulus taliscus
Amblyiulus taliscus är en mångfotingart som beskrevs av Carl Graf Attems 1927. Amblyiulus taliscus ingår i släktet Amblyiulus och familjen kejsardubbelfotingar. Inga underarter finns listade i Catalogue of Life.